# Guds källa har vatten tillfyllest för törstande kvinnor och män
Guds källa har vatten tillfyllest för törstande kvinnor och män är en sång med text och musik från 1905 av Ida Björkman. Den började ursprungligen "Den ropandes källa i Lehi för törstande kvinnor och män", men denna bibelhänvisning uteslöts i den Svenska kyrkans psalmboksversion. Texten bearbetades 1985. Den bygger på Psaltaren 65:10.
Texten blir fri för publicering 2018.

## Publicerad i
- Frälsningsarméns sångbok 1968 som nr 378 under rubriken "Det Kristna Livet - Erfarenhet och vittnesbörd".
- Psalmer och Sånger 1987 som nr 718 under rubriken "Framtiden och hoppet - Pilgrimsvandringen".[2]
- Segertoner 1988 som nr 384 med titelraden "Guds källa har vatten tillfyllest" under rubriken "Fader, son och ande - Anden, vår hjälpare och tröst".[1]
- Frälsningsarméns sångbok 1990 som nr 546 under rubriken "Erfarenhet och vittnesbörd".
- Sångboken 1998 som nr 33.